# Сражение при Тарапаке
Сражение при Тарапаке (исп. Batalla de Tarapacá) — сражение, произошедшее у одноименного города 27 ноября 1879 года во время Второй тихоокеанской войны, и закончившееся победой перуанских войск.
После высадки чилийцев в Писагуа и поражения перуанцев в бою при Долорес, последние были вынуждены покинуть прибрежную территорию, бросив Икике, и отступить к Тарапаке, чтобы пополнить запасы воды и продовольствия и дать отдых войскам, а затем двинуться на север, к Арике, так как это же время боливийская армия под командованием президента Боливии генерала Илариона Дасы, шедшая навстречу перуанским силам Хуана Буэндиа, также вернулась в Арику.
Чилийское командование считало, что перуанские войска в Тарапаке не превышают 1000 плохо вооруженных солдат, поэтому направило туда также ограниченные силы: 2281 человек и 18 орудий, и не снабдило достаточным количеством воды, продовольствия и боеприпасов. Подойдя к Тарапаке и оценив силы противника как намного превышающие предполагавшиеся, чилийские командиры решили начать свои действия немедленно, пока нехватка воды и продовольствия не стала критической.

Карта-схема сражения

Чилийцы разделили свои силы на три колонны и в 3:30 27 ноября начали наступление, имея целью охватить и разбить войска противника. Из-за густого тумана колонны заблудились и сбились с указанного направления. Когда туман рассеялся и наступил рассвет, чилийцы стали подвергаться обстрелу со стороны перуанских войск, расположившихся на окружавших долину высотах. Завязались стрелковые бои, продолжавшиеся примерно до 13:00, во время которых подразделения обеих сторон постоянно маневрировали в долине и среди окружающих холмов и действовали на свой страх и риск. Чилийцам на короткое время удалось даже захватить Тарапаку. Когда перуанцы отошли для реорганизации и пополнения запасов боеприпасов, чилийцы бросились на дно долины, чтобы напиться и отдохнуть. Установилось негласное перемирие, во время которого санитары с обеих сторон собирали раненых и подсчитывались потери.
Когда из Пачики к перуанцам прибыло подкрепление в составе четырёх батальонов, они решили окружить и взять в плен уцелевшие чилийские войска, используя стратегию, подобную той, которую чилийцы хотели применить против них, но результат был таким же. Чилийцам удается подняться по склонам долины, чтобы не оказаться в ловушке на её дне. По достижении вершины начался новый бой с такими же характеристиками и интенсивностью, как и утренний. Перуанцы завладели двумя чилийскими орудиями и использовали их для поддержки своей постоянно атакующей пехоты, пытаясь предотвратить отступление чилийцев. Ведя арьергардный стрелковый бой, чилийцы медленно отходили, подвергаясь давлению со стороны перуанцев, и, закончив бой, отступили в направлении Негрейроса. Из-за отсутствия кавалерии и свежих войск последние не смогли организовать преследование.
Потери с обеих сторон были большими. Чилийцы насчитали 516 убитых и 179 раненых, перуанцы отчитались о 236 убитых и 261 раненом. Поражение при Тарапаке не изменило планов активной чилийской кампании. Между тем после победы при Тарапаке перуанские войска покинули городок и вместе с его жителями направились в Арику. По прибытии в Арику генерал Буэндиа и полковник Суарес были арестованы контр-адмиралом Монтеро, который обвинил их в поражениях и в том, что они оставили Тарапаку в руках чилийцев.